# Miesięcznik Moralnego Niepokoju
Miesięcznik Moralnego Niepokoju – cykliczny program rozrywkowy autorstwa Kabaretu Moralnego Niepokoju, emitowany w TVP2 od listopada 2007 do stycznia 2008 roku.

## Stałe elementy programu

### Ryż czy ziemniaki?
Osią programu jest studio programu Ryż czy ziemniaki?, który to program reprezentuje gatunek telewizji kolacyjnej (przeciwwaga dla telewizji śniadaniowej). W programie rozmowy z gośćmi, kursy savoir-vivre'u. Prowadzącymi są: Spikerka i Pan Karol (lub Spiker), para znana z wcześniejszej produkcji Kabaretu - Tygodnika Moralnego Niepokoju. Sceny ze studia przeplatają skecze z bohaterami najpopularniejszych „serii” Kabaretu, czyli:

### Gwidon i Romek
Para niebieskich ptaków z Warszawy dowiaduje się od niejakiego Sjelskina (szwedzkiego kucharza w restauracji w Londynie), że ich kolega Zdzisiek jest w niebezpieczeństwie. Pomimo wcześniejszych oporów lecą do Londynu, a tam dowiadują się, że sprawa dotyczy niejakiego średniowiecznego tajnego klanu Thurn und Taxis... (seria skończyła się w 2. odcinku)

### Tata i Mariusz
Rozmowy, rozważania Mariusza i jego Taty o różnych wzniosłych i przyziemnych sprawach.

### Wujek i Ciotka
Przedstawione są perypetie małżeństwa (gospodyni i bezrobotnego lenia).

### Biuro patentowe
Interesanci przynoszą do opatentowania różne dziwaczne wynalazki, np. mechaniczną ustalarkę ojcostwa.

### Zbrojeniówka
Dyrektor, inż. Edward Mrównica i Smółko w nowej rzeczywistości, nowej siedzibie szefa i starych problemach znanych z Tygodnika Moralnego Niepokoju.

## Oglądalność
Trzeci odcinek programu, czyli ostatni oglądało 2,965 mln widzów.